# نيلك (مقاطعة دالاهو)
نيلك (بالفارسية: نیلک) هي قرية تقع في قسم غوراني الريفي (مقاطعة دالاهو) في إيران. يقدر عدد سكانها بـ 190 نسمة بحسب إحصاء 2016.